# Mobilité comme service

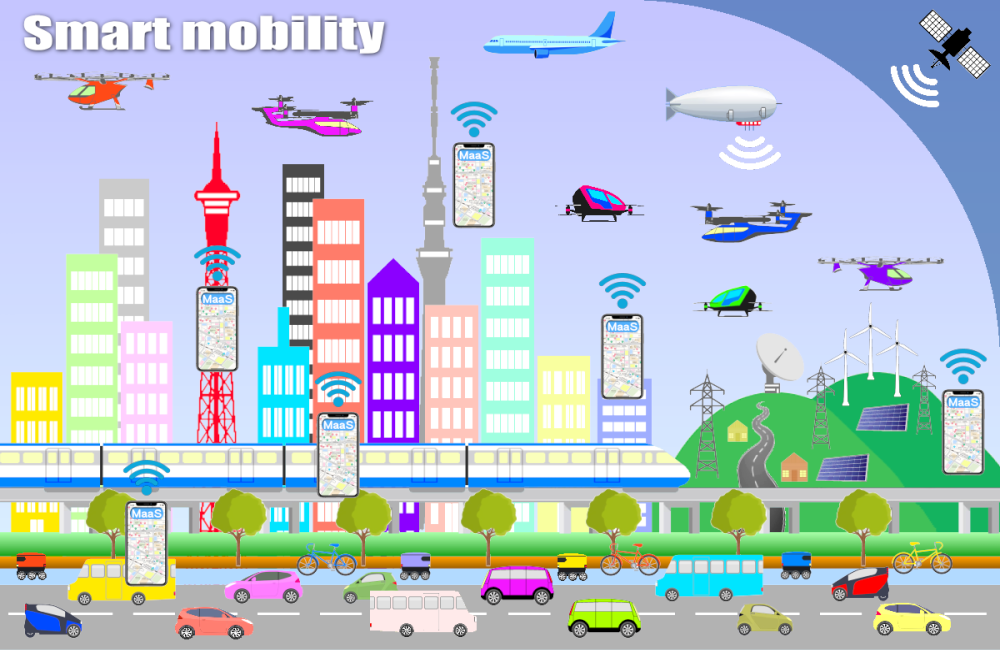
Mobilité Smart incluant la Mobilité comme Service (MaaS).

La Mobilité comme service (anglais : Mobility as a Service), plus communément appelé le MaaS, permet à ses utilisateurs de planifier, réserver et payer un trajet intermodal sur une même plateforme numérique. Le MaaS permet de pousser cette notion d’intermodalité au delà de la simple mise en relation des transports publics et des véhicules particuliers.
Pour cela, le MaaS se repose sur une information multimodale la plus exhaustive possible proposant des calculs d’itinéraires personnalisés, une tarification combinée et un processus d’achat commun aux modes proposés.
L’objectif est de permettre à un usager de se rendre d’un point A à un point B de manière facilitée en personnalisant son trajet en fonction de critères qui lui sont propres et sans nécessairement posséder un véhicule particulier.

## Phénomènes ayant mené au MaaS
Une forte demande pour des services de transports plus personnalisés et un développement peu remis en question des outils numériques dans l'aménagement des territoires ont créé une opportunité de développement pour le MaaS. Celle ci est nourrie par de nombreuses innovations dans le secteur de la mobilité comme le covoiturage, les systèmes de vélo en libre-service, voitures et trottinettes partagées ainsi que les transports à la demande. Le phénomène des véhicules autonomes a aussi remis en question l’utilité de posséder une voiture personnelle. Les services de location de voitures à la demande pourraient devenir bien plus compétitifs avec l’avènement des voitures sans chauffeur et donc devenir une vraie alternative à la possession d’une voiture.
L’émergence du MaaS est rendue possible grâce à des chaînes de transport sans rupture où les réservations, les paiements pour toutes les étapes du voyage sont centralisés au même endroit. À Londres par exemple, les navetteurs peuvent utiliser une carte de paiement sans contact lambda ou la carte de transport dédiée appelée 'Oyster card' pour payer leur ticket de transport. Les données collectées lors des différents voyages et paiements sont utilisées pour améliorer l’expérience de voyage offerte. Ces données sont également utiles pour les décisionnaires lors de l’amélioration des lignes de transports en commun par exemple. Les horaires des transports en commun et l’utilisation de l’argent du contribuable sont ainsi justifiés par ces données générées par ces systèmes de mobilité.

## Les différents niveaux d’intégration
En pratique, déterminer ce qui fait d’un service numérique de mobilité un MaaS n’est pas aisé, la définition précédemment donné faisant état d’un service idéal. Une approche descriptive a ainsi été proposée en 2016 classifiant le MaaS en différents niveaux d’intégration.
- Le premier niveau représente l’intégration de l’information au sein d’une même plateforme numérique afin d’aider l’usager à trouver le meilleur trajet. A ce niveau nous pouvons retrouver les services proposés par Google Maps, Citymapper ou bien Pass Pass[7] dans les Hauts-de-France.
- Le deuxième niveau représente l’intégration de la réservation et du paiement des différents services proposés par le calculateur d’itinéraires pour un trajet comme il est possible de trouver à Hanovre[8] ou Vienne[9].
- Le niveau trois correspond à l’ajout d’un forfait unique permettant d’avoir accès à toute l’offre de mobilité comme le propose le service Whim à Helsinki.
- Enfin, le quatrième niveau est l’inclusion des objectifs en matière de politique publique dans le service et ainsi éviter des polémiques telles que celles impliquant Waze[10].

## Objectifs
Le déploiement du MaaS comporte divers objectifs affichés par les porteurs de projets et les collectivités partenaires. Premièrement, en proposant une alternative à la voiture individuelle, le MaaS a pour ambition de réduire les externalités négatives liées à cette dernière (pollution, congestion ou occupation de l’espace par exemple). Le déploiement d’un tel service pourrait permettre de développer l’attractivité d’un territoire en proposant un service rendant la mobilité plus aisée pour les habitants ou d’éventuels touristes comme le fait le japon pour redynamiser ses zones rurales vieillissantes.
Le MaaS peut aussi jouer un rôle inclusif ou social en optimisant les services de transports existant en zone peu dense et proposant de nouvelles solutions de mobilité pour les personnes isolées ou en réduisant les couts pour les usagers.
Enfin, le MaaS peut permettre d’obtenir des données sur les habitudes des usagers en matière de mobilité et ainsi permettre une forme de pilotage en temps réel des transports et d’établir d’améliorer les connaissances des fournisseurs de services.

## Enjeux soulevés
Intégré au paradigme de la mobilité dite intelligente, la mise en place du MaaS impose une certaine réflexion aux décideurs politiques et autres acteurs de la mise en place d'un tel service.
- La transition vers un modèle dans lequel les individus ne sont plus propriétaires de leurs véhicules peut faire émerger un faible nombre d'acteurs capables de maîtriser le grand nombre de véhicules à opérer en substitution et ainsi créer des situations de monopoles ou d'oligopoles qui seraient finalement défavorables aux citoyens[15].
- Une réflexion portant sur le financement des mobilités est elle aussi à mener. En effet, les infrastructures de mobilité sont historiquement financées à l'aide des recettes fiscales. A titre d'exemple, une étude menée pour l’International Transport Forum indiquait en 2015 que l'arrivée du véhicule électrique au sein de l'OCDE pourrait occasionner une perte de 800 milliards d'euros sur 12 000 milliards d'euros de recette fiscale totale soit une baisse de 6,5% du fait de la baisse des recettes des taxes sur les carburants fossiles[16].
- L'usage des données représente un enjeu majeur car tout d'abord elles permettent d'ajuster l'offre à la demande de mobilité mais elles s'inscrivent aussi élément de base de l'économie dans le cadre du capitalisme cognitif et de la ville de la connaissance[17].
- De tels services sont principalement déployés dans des territoires denses en usagers potentiels et pourraient donc exclure des usagers isolés. Le MaaS soulève donc des enjeux en matière d'inclusion sociale et territoriale pour des zones qui ne pourraient pas être desservies par un opérateur privé faute de rentabilité économique[18]. Des réflexions portant sur un MaaS rural existent toutefois[19]. En outre, l'usage d'outils numérique peut exclure certaines catégories de la population qui ne sont pas en mesure de les maîtriser[20].
- Le MaaS n'a pas encore trouvé un modèle économique idéal. En effet, le secteur des transports est fortement subventionné et peu rentable et la gratuité de l’information s'est imposée comme un standard avec des applications comme Google Maps ou Citymapper qu'il est aujourd'hui difficile de dépasser[21].
- La question de l'échelle pertinente du déploiement du MaaS est actuellement posée et fait l'objet de nombreuses discussions qui font finalement état d'échelles complémentaires plutôt qu'en opposition[22].
- En regroupant des acteurs variés autour d'un objet inhabituel, le MaaS vient réinterroger les modalités de collaboration entre acteurs du secteur des mobilités et fait émerger un besoin de nouveaux outils contractuels et législatifs[23].
- Une forme de dépendance technique, notamment en matière de billettique, limitant les possibilités offertes par l'omniprésence des smartphones depuis quelques années représente encore aujourd'hui une barrière que les opérateurs doivent dépasser pour permettre une validation avec des supports variés[24].

## Modes de paiement
Ce concept nécessite le paiement avec une application associée mais tout autre type de paiement peut être envisagé (carte de transit, ticket etc). On peut isoler deux modes de paiement différents :
- Le modèle d'abonnement mensuel suppose qu'un nombre suffisant d'utilisateurs utilisent les services de transport public par mois. Les utilisateurs paient une redevance mensuelle et reçoivent des services de transports en commun groupés, par exemple des déplacements illimités dans les transports publics urbains en plus d'un nombre fixe de kilomètres en taxi. Ce modèle d’abonnement mensuel est possible grâce à un « opérateur MaaS » qui achète  des services de transport et fournit des garanties aux utilisateurs. Cet opérateur offre non seulement des garanties aux utilisateurs mais aussi aux professionnels du transport. A Helsinki par exemple, les chauffeurs passent 75% de leur temps de travail à attendre un client, et 50% des kilomètres parcourus sans générer de revenus. Ainsi, l’opérateur peut résoudre ce problème en proposant aux chauffeurs de taxi un salaire de base. Afin de trouver son intérêt, l’opérateur utilise son pouvoir de marche pour obtenir des prix compétitifs et gagner de l’argent.
- Le modèle "payer selon ses déplacements" (anglais : pay-as-you-go) fonctionne bien dans les territoires où le nombre d'usagers "ponctuels" est élevé (touristes, réseaux de transport en commun dans des zones où l'adoption de la voiture est élevée, etc.). Chaque étape du voyage réservé (chaque trajet en train, en taxi, etc.) fait l'objet d'un prix distinct, fixé par le prestataire de services de transport. Dans ce modèle, les applications mobiles fonctionneraient comme des moteurs de recherche, cherchant à rassembler tous les prestataires de services de transport dans une seule application. Cela permet aux utilisateurs d'éviter d'avoir à interagir avec de multiples passerelles pour tenter d'assembler le trajet optimal. De nombreuses villes disposent de cartes permettant de payer les transports publics intermodaux, notamment Vienne[25] et Stuttgart, mais aucune n'inclut encore les taxis/bus à la demande dans le service.

Les deux modèles ont des exigences similaires. Les planificateurs de voyage doivent proposer des options les plus optimales possibles. La mise en place d'outils technologiques avec les acteurs de transport est à prendre en compte (ex : e-ticket, QR code pour les bus et les métros etc).

## Exemples

### En Europe
Le centre d'études et d'expertise sur les risques, l'environnement, la mobilité et l'aménagement a développé une typologie des modèles de gouvernance du MaaS en Europe à l'aide de trois exemples.
- Un modèle de gouvernance privée tel qu'il est développé par l'entreprise MaaS Global et son application Whim à Helsinki. Le modèle économique de cette plateforme repose sur des levées de fonds successives[27]. L'application propose différentes tarifications, du pay-as-you-go à un abonnement intégral mais son usage reste limité. Bien qu'elle ne bénéficie pas d'un soutien direct de la puissance publique finlandaise, le contexte législatif et institutionnel était très favorable à son développement avec des programmes favorables aux ITS lancés dès 2009 et l'entrée en vigueur en 2018 imposant au opérateurs de rendre accessibles leurs données dans un format standard[28].
- Un modèle hybride est développé à Vienne avec l’application WienMobil. Une plateforme centrale ouverte est portée par la puissance publique et des applications diverses peuvent s'y interfacer pour proposer un service. Cette plateforme résulte de l'héritage d'un projet européen nommé SMILE et expérimenté à partir de 2012[29].
- Un modèle public est en suite incarné à Hanovre avec la plateforme Mobilitätsshop portée par l’autorité organisatrice des transports GVH (Großraum-Verkehr Hannover GmbH). L'application repose majoritairement sur les transports publics et intègre partiellement les taxis et l'autopartage avec du paiement à l'usage. Deux opérateurs publics possèdent un droit de regard quant à l'intégration de nouveaux services à la plateforme.

### En France
En France au 1er janvier 2021, quatre villes proposaient un système d’information multimodale avec paiement intégré que l'on peut qualifier de MaaS. La plateforme de Transports de l'agglomération de Montpellier, le Compte Mobilité à Mulhouse, Moovizy à Saint-Étienne et le PassMobilité de Strasbourg. Les autorités organisatrices de la mobilité liées à chaque système y jouent un rôle primordial et les MaaS ainsi développés relèvent de la catégorie MaaS public énoncée précédemment.
Le MaaS y a bénéficié d'une forte promotion à l'occasion des Assises de la Mobilité de 2017 en occupant une place centrale dans cette initiative. Cette thématique a été par la suite transcrite dans la Loi d'orientation des mobilités de 2019 à travers ses articles 25, 27 et 28.
L'article 25 permet de compléter et préciser le règlement européen relatif à l’ouverture des données en matière de transport, l'article 27 concerne les données d'accessibilité. L'article 28 concerne directement le MaaS puisqu'il facilite sa mise en œuvre en disposant que les opérateurs ont l'obligation de laisser des organismes tiers vendre leurs titres de transport à l'aide d'une plateforme web qui en contrepartie doit intégrer la totalité de l'offre publique à l'échelle de l’Autorité organisatrice de la mobilité.

## Impacts des véhicules autonomes
Alors que le développement de la voiture autonome s'accélère, la société Uber annonce qu'elle prévoyait de faire la transition de son application vers un service entièrement autonome. À terme, ce service a pour ambition d'être moins onéreux que la possession d'un véhicule individuel. De nombreux constructeurs automobiles et entreprises technologiques ont annoncé des plans ou font l'objet de rumeurs concernant le développement de véhicules autonomes, notamment Tesla, Mobileye, General Motors, Waymo, Apple et Local Motors.
Les véhicules autonomes pourraient permettre au public de rouler dans des véhicules autoguidés pour un coût au kilomètre plus faible que les prix actuels des taxis et des services de covoiturage,. Ces véhicules pourraient donc avoir un impact important sur la qualité de vie dans les zones urbaines en plus de constituer un élément essentiel de l’avenir des transports.
Des scénarios de modélisation ont été réalisés sur le déploiement de véhicules autonomes partagés dans la ville de Lisbonne par PTV dans le cadre du Corporate Partnership Board du Forum International des Transports. Ces modèles mettent en évidence de nombreux impacts positifs sur les réseaux de transport et pour la mobilité. Ces impacts sont en particulier générés par l’augmentation des transports publics partagés (minibus, bus, covoiturage) qui permettent une décongestion des voies de circulation.
En janvier 2016, le président des États-Unis, Barack Obama, garanti un financement qui sera utilisé au cours des dix prochaines années pour soutenir le développement des véhicules autonomes.

## Chronologie
En 1996, le concept d'un "assistant d'information intelligent" intégrant différents services de voyage et de tourisme a été introduit lors de la conférence ENTER.
Le concept est apparu en Suède. Un essai concluant a été réalisé à Göteborg en suivant le modèle de l'abonnement mensuel. Le service a été bien accueilli, mais il a été interrompu. Le gouvernement ne soutenant pas la vente de billets de transport par des acteurs tiers.
Le programme Optimod Lyon accompagné par l'ADEME est lancé en janvier 2012 dans le cadre du programme Investissements d'avenir "Véhicule du futur". Il implique de nombreux partenaires publics et privés dans le but de construire un système d'information multimodale et s’inscrit dans un contexte favorable au développements des outils numériques dans l’aménagement de la Métropole de Lyon.
En juin 2012, le think thank EBG, anciennement Agrion, a parrainé une conférence d'une demi-journée à San Francisco, CA, intitulée "E-Mobility as a Service".
Le MaaS a bénéficié d'une forte attention à l'occasion du Congrès mondial sur les systèmes de transport intelligents de 2015 à Bordeaux, et par la suite, l'Alliance pour la mobilité en tant que service a été créée. En 2017, l'Alliance MaaS a publié son livre blanc sur la mobilité en tant que service, et sur la façon de créer les bases d'un écosystème MaaS prospère.
Le projet "Mobinet", financé par l'UE, a jeté certaines des bases du MaaS, par exemple la gestion paneuropéenne de l'identité des voyageurs, ainsi que les paiements et les liens avec les planificateurs de voyages.
En septembre 2019, l'autorité de transport public de Berlin, Berliner Verkehrsbetriebe, poursuit le développement de la mobilité en tant que service en lançant le premier projet au monde à grande échelle et appartenant à la ville, "Jelbi", en collaboration avec une startup lituanienne spécialisée dans la mobilité, Trafi.